# Arignac
Arignac ist eine französische Gemeinde mit 722 Einwohnern (Stand 1. Januar 2022) im Département Ariège in der Region Okzitanien. Sie gehört zum Arrondissement Foix und zum Kanton Sabarthès.
Nachbargemeinden sind Montoulieu im Norden, Mercus-Garrabet im Osten, Bompas im Südosten, Tarascon-sur-Ariège im Süden, Surba im Südwesten und Bédeilhac-et-Aynat im Westen. An der südöstlichen Gemeindegrenze verläuft der Fluss Ariège, in den hier der Saurat einmünden.

## Bevölkerungsentwicklung
| Jahr      | 1962 | 1968 | 1975 | 1982 | 1990 | 1999 | 2008 | 2019 |
| --------- | ---- | ---- | ---- | ---- | ---- | ---- | ---- | ---- |
| Einwohner | 464  | 502  | 532  | 683  | 626  | 583  | 700  | 692  |